# Störbegrenzung
Automatische Störbegrenzung (englisch: Automatic Noise Limiter) kommt in kommerziellen oder halb-professionellen Empfängern zur Anwendung.
Das NF-Signal wird nach dem Demodulator abgesenkt, solange das Signal nicht eine bestimmte Schwelle überschreitet.
Diese Störbegrenzung kann nur bei Amplitudenmodulation angewendet werden.
Die Funktion ist abschaltbar, da sonst sehr schwache Signale ebenfalls gedämpft werden.
Siehe auch: 
- Störaustastung
- Expander (Audio)